# 대한건축학회
사단법인 대한건축학회(大韓建築學會, Architectural Institute of Korea, AIK)는 건축에 관한 학술·예술·기술을 연구하고 건축교육의 발전과 건축인의 지위 향상 및 회원 상호간의 친목을 도모하는 목적으로 1945년 9월 1일에 설립된 학술단체이다. 사무실은 서울특별시 서초구 효령로 87 대한건축학회 건축센터에 있다. 건축에 관한 각종 회의와 행사 개최, 관련 분야의 서적을 간행, 국내외 관련 단체와 교류하는 등을 활동하고 있다. 1955년에 창간된 학회지 《건축》(建築)을 발간하고 있다.

## 연혁
- 1945년: ‘조선건축기술단’(朝鮮建築技術團)이라는 이름으로 창립
- 1947년: 기관지 《朝鮮建築》(조선건축)을 창간, ‘조선건축기술협회’(朝鮮建築技術協會)로 명칭 변경
- 1949년: 조선건축기술협회 해체, ‘대한건축기술협회’ 조직
- 1954년: 현재의 명칭인 ‘대한건축학회’로 새로이 발족
- 1967년: 사단법인으로 등기
- 2010년: 학회 부설기관으로 ‘교육원’ 설립
- 2023년: 대한건축학회 학술아카이브센터 개설

## 주요 사업
- 건축에 관한 조사·연구지도 및 이에 관련된 사업
- 회지, 논문집, 연구보고서 기타 건축에 관한 도서의 간행 및 건축정보화에 관한 사업
- 건축에 관한 강습회·강연회·간담회·전람회·견학회 등의 개최
- 건축에 관한 계획·감독 및 기술 검토에 대한 국가 공공기관 기타 의뢰에 관한 사항
- 국내외 관련 학회와의 교류 및 회의 참석
- 건축교육의 선진적 실천, 교육내용 및 과정의 개발
- 국가, 지방자치단체 또는 공기업의 행정·재정·사업 관련 타당성 등의 조사 연구사업
- 건축관련 인증사업
- 기타 본 회의 목적달성에 필요한 사업

## 역대 회장
- 제1대: 김세연 (1945.9~1947.8)
- 제2대: 김윤기 (1947.8~1948.3)
- 제3~5대: 김세연 (1948.3~1955.6)
- 제6대: 김윤기 (1955.6~1956.9)
- 제7~12대: 이균상 (1956.9~1968.5)
- 제13대: 김형걸 (1968.5~1970.4)
- 제14대: 홍붕희 (1970.5~1972.4)
- 제15대: 김정수 (1972.4~1974.4)
- 제16대: 김희춘 (1974.4~1976.4)
- 제17대: 함성권 (1976.4~1978.4)
- 제18대: 신무성 (1978.4~1980.4)
- 제19대: 윤장섭 (1980.4~1982.4)
- 제20대: 김근덕 (1982.4~1984.4)
- 제21대: 김진일 (1984.4~1986.4)
- 제22대: 이광노 (1986.4~1988.4)
- 제23대: 박윤성 (1988.4~1990.4)
- 제24대: 신현식 (1990.4~1992.4)
- 제25대: 송종석 (1992.5~1994.4)
- 제26대: 이명호 (1994.5~1996.4)
- 제27대: 이정덕 (1996.5~1998.4)
- 제28대: 이경회 (1998.5~2000.4)
- 제29대: 정재철 (2000.5~2002.4)
- 제30대: 김진균 (2002.5~2004.4)
- 제31대: 이리형 (2004.5~2006.4)
- 제32대: 심우갑 (2006.5~2008.4)
- 제33대: 손장열 (2008.5~2010.4)
- 제34대: 이언구 (2010.5~2012.4)
- 제35대: 서치호 (2012.5~2014.4)
- 제36대: 김광우 (2014.5~2016.4)
- 제37대: 하기주 (2016.5~2018.4)
- 제38대: 이현수 (2018.5~2020.4)
- 제39대: 강부성 (2020.5~2022.4)
- 제40대: 최창식 (2022.5~2024.4)
- 제41대: 박진철 (2024.5~)

## 임원진
- 회장
- 부회장
- 지회장
  - 부산·울산·경남지회
  - 광주·전남지회
  - 대구·경북지회
  - 대전·세종·충남지회
  - 충북지회
  - 전북지회
  - 제주지회
  - 강원지회
- 담당이사
  - 총무담당
  - 연구1담당
  - 연구2담당
  - 연구3담당
  - 지회담당
  - 건축학담당
  - 사업담당
  - 교육담당
  - 미래전략담당
  - 대외협력담당
  - 차세대리모델링담당
- 감사
- 이사
  - 이사의 경우 전국의 대학교, 연구 기관, 관련 단체와 업체를 구성하고 있다.

## 학회지
- 《건축》(建築) - 1955년에 창간하여 매년 발행하고 있다.[1]